# 2021년 KIA 타이거즈 시즌
2021년 KIA 타이거즈 시즌은 KIA 타이거즈의 40번째 시즌이자 윌리엄스 감독의 부임 후 두 번째 시즌이다. 구단 역사상 처음으로 외국인 감독이다. 주장은 외야수 나지완이 맡는다. 팀 순위는 9위에 그쳤다.

## 선수단
- 선발투수: 멩덴, 임기영, 이의리, 브룩스, 다카하시, 한승혁, 최명진, 최용준, 김유신, 이민우
- 구원투수: 장현식, 윤중현, 전상현, 김재열, 장민기, 김현준, 박진태, 이준영, 변시원, 남하준, 고영창, 홍상삼, 박준표, 이승재, 서덕원
- 마무리투수: 정해영, 장지수, 박건우, 김현수
- 포수: 김민식, 한승택, 권혁경
- 1루수: 유민상, 김석환, 황대인
- 2루수: 김선빈, 강경학, 최정용, 오정환, 김규성
- 유격수: 박찬호, 박민
- 3루수: 류지혁, 김태진, 나주환, 황윤호
- 좌익수: 이우성, 터커, 오선우, 나지완
- 중견수: 김호령, 이창진, 이진영, 박정우, 최정민
- 우익수: 최원준
- 지명타자: 최형우, 이정훈, 백용환

## 타이틀
- 도쿄 올림픽 국가대표: 김종국(코치), 진갑용(코치), 이의리
- 성구회 헌액: 최형우
- KBO 신인상: 이의리
- 스포츠서울 올해의 신인상: 이의리
- 웰컴톱랭킹 10월 투수 1위: 정해영
- 한국갤럽 선정 한국인이 가장 좋아하는 국내 프로야구팀: KIA 타이거즈
- 동국대학교 스포츠매거진 다르마 선정 동국대 올스타: 김성한 (1루수), 한대화 (유격수)
- 컴투스 프로야구 KIA 타이거즈 2020년대 주요 라인업: 멩덴 (선발투수), 장현식 (중계투수), 홍상삼 (중계투수), 정해영 (마무리투수)
- 컴투스프로야구 아빠와 아들 라인업: 정해영 (마무리투수)
- 컴투스프로야구 내일은 신인왕 라인업: 윌리엄스 (감독), 송지만 (타격코치), 김종국 (주&수코치), 정명원 (투수코치), 곽정철 (불펜코치), 이의리 (중계투수)
- 타석: 최원준 (668)
- 실질타석: 최원준 (664)
- 타수: 최원준 (589)
- 고의4구: 최형우 (10)
- 홀드: 장현식 (34)
- 터프세이브: 정해영 (5)

### 퓨처스리그
- 퓨처스리그 플레이어스 초이스 투수상: 최용준
- 퓨처스리그 플레이어스 초이스 야수상: 김선우

## 정규 시즌

### 최종 순위
| 순위 | 구단          | 경기수 | 승 | 무 | 패 | 승률  | 승차 |
| ---- | ------------- | ------ | -- | -- | -- | ----- | ---- |
| 1    | kt 위즈       | 142    | 75 | 9  | 58 | 0.564 | -    |
| 1    | 삼성 라이온즈 | 142    | 75 | 9  | 58 | 0.564 | -    |
| 3    | LG 트윈스     | 142    | 71 | 14 | 57 | 0.555 | 1.5  |
| 4    | 두산 베어스   | 142    | 69 | 8  | 65 | 0.515 | 6.5  |
| 5    | SSG 랜더스    | 143    | 66 | 14 | 63 | 0.512 | 7    |
| 6    | 키움 히어로즈 | 142    | 68 | 7  | 67 | 0.504 | 8    |
| 7    | NC 다이노스   | 142    | 66 | 9  | 67 | 0.496 | 9    |
| 8    | 롯데 자이언츠 | 142    | 64 | 8  | 70 | 0.478 | 11.5 |
| 9    | KIA 타이거즈  | 142    | 58 | 10 | 74 | 0.439 | 16.5 |
| 10   | 한화 이글스   | 142    | 49 | 12 | 82 | 0.374 | 25   |

### 상대별 승패표
- (승-무-패)

| 상대 | kt    | 삼성   | LG    | 두산  | SSG   | 키움  | NC     | 롯데  | 한화   | 합계     |
| ---- | ----- | ------ | ----- | ----- | ----- | ----- | ------ | ----- | ------ | -------- |
| KIA  | 6-2-8 | 5-0-11 | 6-1-9 | 5-2-8 | 6-1-9 | 7-0-8 | 4-0-12 | 9-1-6 | 10-3-3 | 58-10-74 |

### 경기 기록
| @ | * |

## 여담
- 다카하시는 KBO 리그 역대 최초의 브라질 국적 선수가 되었다.
- 장현식은 후반기 20홀드로 KBO 리그 단일 시즌 후반기 최다 기록을 세웠다.
- 이승재는 후반기 9이닝 당 81개의 볼넷을 허용하여 2013년 이후 KBO 리그 단일 시즌 후반기 최다 기록을 세웠다.
- 터커는 내야 뜬공 확률 12.1%로 2013년 이후 규정 타석 충족 타자 중 최고 기록을 세웠다.
- 최형우는 내야안타 확률 0%로 2013년 이후 규정 타석 충족 타자 중 최저 기록을 세웠다.
- 최원준은 2013년 이후 단일 시즌에 단타 시 1루 주자의 2베이스 이상 진루를 가장 많이(60회) 허용한 외야수가 되었다.
- 터커는 KIA 타이거즈에서 뛴 3년 간 도루 0개로 호타준족 지수 0에 그쳤다.
- 이의리는 이 시즌까지 통산 도루 허용 14개, 2루 견제 아웃 1개로 KBO 리그 역대 10대 투수 최다 기록을 세웠다.
- 이의리는 이 시즌까지 통산 헛스윙 삼진 74개로 2013년 이후 KBO 리그 10대 투수 최다 기록을 세웠다.